# 梅菲尔德 (犹他州)
梅菲尔德（英文：Mayfield），是美国犹他州桑皮特县下属的一座城市。建市于 1871年，面积大约为0.99平方英里（2.6平方公里），海拔约为5,538英尺（1,688米）。根据2010年美国人口普查，该市有人口496人。